# Fort Karola
Fort Karola (německy Blockhaus, Fort Carl, česky Karlova pevnůstka) jsou pozůstatky malé vojenské pevnosti v Kladsku (okres Kladsko), postavené v roce 1790 uprostřed skal na hoře Pták (Ptak, 841 m) nad Liščím sedlem (Lisia Przełęcz) z rozkazu pruského krále Bedřicha Viléma II. a pojmenovaná na počest císaře Karla VI. Pozůstatky této pevnosti se nalézají asi 2 km jižně od polské obce Karłów.
Úkolem této nevelké pevnosti, spíše strážnice bylo střežit na bývalé prusko-rakouské hranici cestu do města Lázně Chudoba nazývanou „Silnice sta zatáček“ (Szosa Stu Zakrętów). Tato pevnost nebyla dokončena v původně plánovaném rozsahu a dokončené budovy byly již v 19. století opuštěny a rozpadly se v ruiny a do dnešní doby se dochovaly pouze zbytky zdí u vstupní brány a schody vysekané do skal vedoucí na skalní vyhlídku.